# Bordure
En bordure er en udsmykket bort eller kant, en kantning eller indfatning. Udtrykket kan anvendes inden for adskillige fagområder blandt andet heraldik, filateli, tekstilarbejde og bogillustration.
At baldyre vil sige at brodere med guld, sølv, perler eller lignende. Det stammer fra de tidligere danske
former bardyre eller bordyre, som med nederlandsk borduren som mellemled er afledt af fransk bordure, kant.
- Forskellige anvendelser
- Flisebordure
- Frimærkerark med kantbordure
- Mosaikbordure
- Bordure på bogillustration
- Bordure på bogtryk
- Bordurer på blyindfattede ruder
- Tallerken med bordure
- Guldbordure på Montenegros flag